# Chet (album)
| Recensione | Giudizio |
| ---------- | -------- |
| AllMusic   |          |

Chet è un album del trombettista jazz statunitense Chet Baker, pubblicato dalla casa discografica Riverside Records nell'aprile del 1959.

## Tracce

### LP
Lato A
1. Alone Together – 6:46 (testo: Howard Dietz – musica: Arthur Schwartz) – Registrato il 30 dicembre 1958
2. How High the Moon – 3:31 (testo: Nancy Hamilton – musica: Morgan Lewis) – Registrato il 30 dicembre 1958
3. It Never Entered My Mind – 4:36 (testo: Lorenz Hart – musica: Richard Rodgers) – Registrato il 30 dicembre 1958
4. 'Tis Autumn – 5:12 (musica: Henry Nemo) – Registrato il 19 gennaio 1959

Lato B
1. If You Could See Me Now – 5:11 (musica: Tadd Dameron) – Registrato il 30 dicembre 1958
2. September Song – 3:00 (testo: Maxwell Anderson – musica: Kurt Weill) – Registrato il 30 dicembre 1958
3. You'd Be So Nice to Come Home To – 4:38 (Cole Porter) – Registrato il 30 dicembre 1958
4. Time on My Hands – 4:27 (testo: Harold Adamson, Mack Gordon – musica: Vincent Youmans) – Registrato il 19 gennaio 1959
5. You and the Night and the Music – 3:50 (testo: Howard Dietz – musica: Arthur Schwartz) – Registrato il 19 gennaio 1959

### CD
Edizione CD del 1987, pubblicato dalla Original Jazz Classics (OJCCD 25218 - 6087 - 2)
1. Alone Together – 6:47 (testo: Howard Dietz – musica: Arthur Schwartz)
2. How High the Moon – 3:33 (testo: Nancy Hamilton – musica: Morgan Lewis)
3. It Never Entered My Mind – 4:36 (testo: Lorenz Hart – musica: Richard Rodgers)
4. 'Tis Autumn – 5:13 (musica: Henry Nemo)
5. If You Could See Me Now – 5:13 (musica: Tadd Dameron)
6. September Song – 3:01 (testo: Maxwell Anderson – musica: Kurt Weill)
7. You'd Be So Nice to Come Home To – 4:28 (Cole Porter)
8. Time on My Hands (You in My Arms) – 4:28 (testo: Harold Adamson, Mack Gordon – musica: Vincent Youmans)
9. You and the Night and the Music – 4:04 (testo: Howard Dietz – musica: Arthur Schwartz)
10. Early Morning Mood – 9:00 (musica: Chet Baker) – Traccia bonus - Registrato il 19 gennaio 1959 a New York

## Musicisti
Alone Together / How High the Moon / It Never Entered My Mind / If You Could See Me Now / September Song / You'd Be So Nice to Come Home To
- Bill Evans – pianoforte (eccetto brano: September Song)
- Kenny Burrell – chitarra
- Paul Chambers – contrabbasso
- Connie Kay – batteria
- Chet Baker – tromba
- Pepper Adams – sassofono baritono (eccetto brano: September Song)
- Herbie Mann – flauto (brano: Alone Together)

'Tis Autumn / Time on My Hands / You and the Night and the Music
- Bill Evans – pianoforte
- Kenny Burrell – chitarra (brani: 'Tis Autumn / You and the Night and the Music)
- Paul Chambers – contrabbasso
- Philly Joe Jones – batteria
- Chet Baker – tromba
- Pepper Adams – sassofono baritono (brani: 'Tis Autumn / You and the Night and the Music)
- Herbie Mann – flauto (brani: 'Tis Autumn / You and the Night and the Music)

Note aggiuntive
- Orrin Keepnews – produttore, note retrocopertina album originale
- Registrazioni effettuate il 30 dicembre 1958 e il 19 gennaio 1959 al Reeves Sound Studios di New York City, New York
- Jack Higgins – ingegnere delle registrazioni
- Paul Bacon, Ken Braren, Harris Lewine –design e produzione copertina album originale
- Lawrence Shustak – foto retrocopertina album originale [3]

## Critica
Il sito Allmusic lo recensisce come un buon album, merito anche di grandi jazzisti dell'epoca.